# Loi contre les contenus haineux sur internet
Lire en ligne

Loi n° 2020-766 du 24 juin 2020

La loi du 24 juin 2020 visant à lutter contre les contenus haineux sur internet, dite « loi Avia », est une loi française dont le contenu initial est largement remis en cause par le Conseil constitutionnel, mais dont certaines dispositions seront conservées telles que la création d'un parquet spécialisé, et d'un observatoire de la haine en ligne rattaché à l'Arcom.
La proposition de loi était destinée à retirer des contenus terroristes et pédopornographiques de n'importe quel site et les contenus haineux et pornographiques sous 24 h des principaux réseaux sociaux, des plates-formes collaboratives et des moteurs de recherche.
Des personnalités politiques, un grand nombre d'organisations et des juristes critiquent la loi, qu’ils présentent comme un danger pour la liberté d'expression, notamment en raison de la possibilité que des décisions de retrait de contenus soient prises par un opérateur privé sans intervention du juge judiciaire, pourtant garant, constitutionnellement, des libertés individuelles (article 66 de la Constitution).
La proposition de loi est adoptée par l'Assemblée nationale le 13 mai 2020. Saisi par des sénateurs de l’opposition, le Conseil constitutionnel juge que le texte est en grande partie contraire à la Constitution, notamment parce qu’il porte une atteinte disproportionnée à la liberté d'expression. Le 24 juin, le président Emmanuel Macron promulgue la loi purgée de ses dispositions jugées inconstitutionnelles.

## Élaboration de la loi

### Un texte inspiré d'une loi allemande
La députée Laetitia Avia s'est inspirée de la loi allemande Netzwerkdurchsetzungsgesetz, dite « NetzDG », adoptée le 1er septembre 2017, comme point de départ de ses travaux et affirme proposer un système différent. La loi allemande oblige les réseaux sociaux à retirer dans les 24 h après signalement un contenu manifestement haineux . Si le caractère illégal n'est pas évident, les sites disposent d'une semaine pour réagir. Le non-respect de ces délais expose les contrevenants à une amende pouvant aller jusqu'à 50 millions d'euros.
Des positions analogues sont défendues à l'étranger par la France, notamment à l'occasion du sommet du G7 de Biarritz, à l'été 2019, avec la proposition d'une charte sur la modération en ligne.

### Mission contre la haine sur internet
En mars 2018, lors du dîner du Conseil représentatif des institutions juives de France (CRIF), le président de la République Emmanuel Macron annonce confier une mission pour lutter plus efficacement contre la haine, le racisme et l'antisémitisme sur internet à l'écrivain franco-algérien Karim Amellal, à Gil Taïeb, vice-président du CRIF, et à Laetitia Avia, députée de Paris (LREM). Ils remettent leur rapport au Premier ministre Édouard Philippe le 20 septembre 2018, lequel contient vingt propositions opérationnelles destinées à endiguer la haine sur internet et à réguler davantage les plateformes dans ce domaine.
Parmi les principales mesures contenues dans le rapport figurent la fixation d'un délai de 24 heures pour censurer les contenus haineux, la mise en place d'un mode de signalement uniforme des contenus haineux sur les plus grandes plateformes, des obligations de transparence renforcées, un meilleur accompagnement des victimes, un dispositif de mesure des discours de haine et une intensification des campagnes de prévention et de sensibilisation ciblant les jeunes, une procédure permettant de bloquer les sites manifestement haineux ou encore une instance de dialogue impliquant toutes les parties prenantes.
En février 2019, Emmanuel Macron annonce que le rapport et les propositions co-rédigés par Karim Amellal, Laetitia Avia et Gil Taïeb donneront lieu à une loi pour lutter contre la haine sur internet.

### Notion de haine en droit
La haine ne constitue pas en soi une infraction : elle n'a pas de définition ni d'existence dans le droit positif français, en dehors de pouvoir constituer le motif de la commission de délits ou de crimes. Ainsi, les juristes débattent de la nécessité ou non d'une nouvelle incrimination pénale alors que la jurisprudence sanctionne déjà les propos haineux via l'article 32 de la loi du 29 juillet 1881 sur la liberté de la presse. Dans un avis du 10 juillet 2015, la Commission nationale consultative des droits de l'homme estimait que « les incriminations existantes […] sont suffisantes ».
En revanche, le contenu haineux qui fait l'objet du projet de loi peut être défini et la loi Pleven (1972) prévoyait ainsi de punir non pas la haine, mais l'incitation à la haine raciale. Elle reprenait les termes du décret-loi du ministre de la justice Paul Marchandeau du 21 avril 1939 qui indiquait que le Parquet poursuive d'office (sans plainte) « la diffamation ou l'injure, commise envers un groupe de personnes appartenant, par leur origine, à une race ou à une religion déterminée, [lorsqu'elle] aura eu pour but d'exciter à la haine entre les citoyens ou les habitants ». Il fallait donc comme première condition que les propos soient diffamatoires ou injurieux envers un groupe de personnes.

### Proposition de loi
La proposition de loi — soutenue par la LICRA, SOS homophobie et SOS Racisme — est déposée le 20 mars 2019 à l'Assemblée nationale par la députée Laetitia Avia. Plusieurs dizaines de personnes ont été entendues par les rapporteures Laetitia Avia et Fabienne Colboc, dont douze associations, neuf autorités administratives indépendantes et organismes publics, vingt-deux acteurs du numérique, des avocats et magistrats spécialisés. Ces auditions ont été complétées par une consultation publique organisée du 18 avril au 12 mai qui a totalisé mille quatre cent seize réponses,.
Saisi pour avis, le Conseil d'État a émis une série de recommandations et de critiques. Il recommande notamment d'étendre la loi aux moteurs de recherche et d'élargir le champ des contenus visés. La proposition initiale est donc fortement remaniée en commission des Lois de l'Assemblée nationale afin de se conformer à l'avis du Conseil d'État et ainsi respecter le droit européen et la Constitution française.
En décembre 2019, les sénateurs suppriment la mesure phare du texte consistant à obliger les plates-formes, sous peine de sanctions, à retirer en vingt-quatre heures tout contenu signalé comme « haineux », au profit d'une « simplification des dispositifs de notification » de ce type de contenu.
La commission mixte paritaire du 8 janvier 2020 n'est pas parvenue à un accord. Le texte est donc retourné au Sénat et à l'Assemblée nationale, cette dernière ayant le dernier mot. Le texte est adopté par l'Assemblée nationale le 13 mai par 355 votes pour, 150 votes contre et 47 abstentions. La majorité (LREM et MoDem) ainsi que les députés UDI-Agir ont voté pour malgré quelques abstentions, les communistes et les socialistes se sont majoritairement abstenus, Les Républicains, Libertés et territoires, La France insoumise et le Rassemblement national s'y sont opposés,. Lors de ce vote final, la voix favorable de Jean-François Cesarini, député LREM pourtant décédé le 29 mars 2020, est comptabilisée ; selon l'Assemblée, la présence de ce député était une erreur d'origine matérielle et le nom de sa suppléante aurait en effet dû être retenu,.
La loi devait entrer en vigueur en deux phases : le 1er juillet 2020 puis le 1er janvier 2021.

### Commission européenne
La proposition de loi est notifiée le 21 août 2019 à la Commission européenne. Dans un premier temps, la demande française d'engager la procédure d'urgence est refusée. Dans un second temps, la Commission adresse même des observations à la France, à la suite de l'avis circonstancié de la République tchèque. L'institution européenne émet des réserves sur la compatibilité du texte français avec le droit européen. Bruxelles demande à la France de ne pas voter ce texte,. Malgré ces critiques, le gouvernement annonce ne vouloir modifier que marginalement la proposition de loi.

### Recours et censure par le Conseil constitutionnel
Le 18 mai 2020, les sénateurs Les Républicains annoncent avoir déposé un recours auprès du Conseil constitutionnel contre la proposition de loi, au nom de la défense de la liberté d’expression.
Dans sa décision rendue le 18 juin 2020, le Conseil constitutionnel estime que le texte est en grande partie contraire à la Constitution, jugeant qu'il porte à la liberté d'expression une atteinte qui n'est pas adaptée, nécessaire et proportionnée au but poursuivi. L’article 1er et dix-huit autres articles de la proposition sont censurés. La juridiction déclare inconstitutionnelles certaines dispositions en raison d'une atteinte disproportionnée à la liberté d'expression. D'autres dispositions sont également censurées car considérées par le juge constitutionnel comme étant des cavaliers législatifs,,,.

## Contenu de la proposition de loi avant la décision du Conseil constitutionnel
Ce chapitre est relatif au contenu de la proposition de loi, mais  ne fait pas partie de la loi promulguée du fait de la décision du Conseil constitutionnel. Ceci n'est donc pas applicable.

### Contenus concernés
Plusieurs catégories de contenus manifestement illicites devant être retirés sont visés par l'article 1er de la loi. Il s'agit d'infractions déjà présentes dans le droit français que les sites Internet devront retirer sous 1 h ou 24 h à compter de leur signalement :
| Infraction | Texte de loi                                 | Durée       | Sites concernés                                    |
| --- | -------------------------------------------- | ----------- | -------------------------------------------------- |
| Provocation aux atteintes volontaires à la vie, les atteintes volontaires à l'intégrité de la personne et les agressions sexuelles. Provocation aux vols, les extorsions et les destructions, dégradations et détériorations volontaires dangereuses pour les personnes. Apologie des crimes ci-dessus, des crimes de guerre, des crimes contre l'humanité, des crimes de réduction en esclavage ou d'exploitation d'une personne réduite en esclavage ou des crimes et délits de collaboration avec l'ennemi | Loi du 29 juillet 1881, article 24, alinéa 5 | 24 h        | Grandes plateformes, moteurs de recherche          |
| Provocation à la discrimination, à la haine ou à la violence à l'égard d'une personne ou d'un groupe de personnes à raison de leur origine ou de leur appartenance ou de leur non-appartenance à une ethnie, une nation, une race ou une religion déterminée. | Loi du 29 juillet 1881, article 24, alinéa 7 | 24 h        | Grandes plateformes, moteurs de recherche          |
| Provocation à la haine ou à la violence à l'égard d'une personne ou d'un groupe de personnes à raison de leur sexe, de leur orientation sexuelle ou identité de genre ou de leur handicap. | Loi du 29 juillet 1881, article 24, alinéa 8 | 24 h        | Grandes plateformes, moteurs de recherche          |
| Contestation de l'existence de crimes contre l'humanité. Négation, minoration ou banalisation de façon outrancière de l'existence d'un crime de génocide, contre l'humanité, de réduction en esclavage, ou crime de guerre. | Loi du 29 juillet 1881, article 24 bis       | 24 h        | Grandes plateformes, moteurs de recherche          |
| Injure envers une personne ou un groupe de personnes à raison de leur origine ou de leur appartenance ou de leur non-appartenance à une ethnie, une nation, une race ou une religion déterminée. | Loi du 29 juillet 1881, article 33, alinéa 3 | 24 h        | Grandes plateformes, moteurs de recherche          |
| Injure commise dans les mêmes conditions envers une personne ou un groupe de personnes à raison de leur sexe, de leur orientation sexuelle ou identité de genre ou de leur handicap. | Loi du 29 juillet 1881, article 33, alinéa 4 | 24 h        | Grandes plateformes, moteurs de recherche          |
| Harcèlement sexuel. | Code pénal, article 222-33                   | 24 h        | Grandes plateformes, moteurs de recherche          |
| Diffusion d'image ou de représentation d'un mineur lorsque cette image ou cette représentation présente un caractère pornographique. | Code pénal, article 227-23                   | 1 h ou 24 h | Web ou grandes plateformes et moteurs de recherche |
| Diffusion d'un message à caractère pornographique lorsque ce message est susceptible d'être vu ou perçu par un mineur. | Code pénal, article 227-24                   | 24 h        | Grandes plateformes, moteurs de recherche          |
| Provocation directe à des actes de terrorisme. Apologie publique d'actes de terrorisme. | Code pénal, article 421-2-5                  | 1 h ou 24 h | Web ou grandes plateformes et moteurs de recherche |

Une fois masqués, les contenus illicites devront être conservés « pour les besoins de recherche, de la constatation et de la poursuite des infractions pénales, et seulement afin de mettre des informations à disposition de l'autorité judiciaire ». Cela permettra d'établir ou d'infirmer leur caractère illicite.

### Sites concernés
Le retrait dans l'heure des contenus terroristes et pédopornographiques concerne tous les sites Internet. Le délai de 24 h concerne les sites et services Internet suivants :
- les « services de communication au public en ligne reposant sur la mise en relation de plusieurs parties en vue du partage de contenus publics », c'est-à-dire les réseaux sociaux (YouTube, Facebook, Twitter…) et les plates-formes collaboratives (Le Bon Coin, TripAdvisor, Wikipédia…) ;
- les sites reposant « sur le classement ou le référencement, au moyen d'algorithmes informatiques », c'est-à-dire les moteurs de recherche (Google, Yahoo!, Bing, Qwant…).

### Procédure de signalement
Les opérateurs de sites doivent mettre en place, pour les utilisateurs situés sur le territoire français, un dispositif de notification directement accessible, uniforme et facile d'utilisation permettant à toute personne de notifier un contenu illicite dans la langue d'utilisation du service.
Les sites devront accuser réception de toute notification en informant le notifiant, et si possible l'utilisateur visé par le signalement, de la date et heure de la notification, des suites données, du motif de la décision prise et du rappel des sanctions encourues en cas de notification abusive.

### Sanctions
Si le site Internet refuse de supprimer un contenu manifestement illicite ou s'il le fait trop tard, son représentant fait l'objet de 250 000 euros d'amende. Le Conseil supérieur de l'audiovisuel (CSA) peut également infliger une sanction administrative qui peut atteindre jusqu'à 4 % du chiffre d'affaires mondial.
Le signalement abusif est puni d'un an d'emprisonnement et de 15 000 euros d'amende. Il est à noter que cette disposition prévue dans l'article 1, II de cette proposition de loi va insérer de nouvelles dispositions dans la loi pour la confiance dans l'économie numérique du 21 juin 2004. C'est donc sur le moyen du futur article 6-2 qui sera alors inséré dans cette dernière que -le cas échéant- le requérant pourra se prévaloir d'un signalement abusif[réf. nécessaire].

### Conseil supérieur de l'audiovisuel
Comme pour la loi contre la manipulation de l'information, l'article 4 confie le suivi des obligations reposant sur les sites Internet au Conseil supérieur de l'audiovisuel (CSA). Il appréciera le caractère insuffisant ou excessif en matière de retrait sur les contenus. Le CSA pourra mettre en demeure un site Internet et prononcer une sanction pécuniaire.
Le CSA se voit confier, à la place de la CNIL, le contrôle des demandes de la part de l'OCLCTIC de blocage par les fournisseurs d'accès à Internet d'un site pédopornographique ou terroriste.

### Volet éducatif
L'article 3 prévoit que les opérateurs seront tenus, lors de la première utilisation de leurs services par un mineur âgé de moins de quinze ans, de sensibiliser le mineur et les titulaires de l'autorité parentale sur l'utilisation civique et responsable dudit service et les risques juridiques encourus en cas de diffusion par le mineur de contenus haineux,.

### Parquet spécialisé
Les auteurs des messages haineux ne sont quasiment pas mentionnés dans la loi. Il est juste prévu à l'article 6 bis A la mise en place d'un parquet spécialisé numérique auprès d'un tribunal de grande instance désigné par décret afin de poursuivre et juger, selon une logique de compétence concurrente, les auteurs de contenus haineux illicites en ligne. Cette juridiction pourrait être installée à Nanterre, en raison de sa proximité géographique avec les locaux de Pharos, la plateforme publique de signalement des contenus illicites. Le parquet serait compétent pour les messages publics ainsi que les communications privées (WhatsApp, SMS…),.

### «Observatoire de la haine en ligne»
L'article 7 prévoit la création d'un « observatoire de la haine en ligne chargé d'assurer « le suivi et l'analyse de l'évolution des contenus » haineux concernés par la loi. L'observatoire sera notamment composé des représentants des sites Internet, associations, chercheurs, autorités de régulation. Il devra formuler des propositions concernant la sensibilisation, la prévention, la répression et le suivi des victimes. L'observatoire sera raccroché au CSA, qui en assurera le secrétariat, fixera ses missions et sa composition.

### Interlocuteur référent
L'alinéa 9 de l'article 3 exige que les opérateurs de sites désignent un interlocuteur référent, une personne physique située sur le territoire français. Cet interlocuteur référent est chargé de recevoir les demandes de l’autorité judiciaire et les demandes du CSA.

## Contenu de la loi après la décision du Conseil constitutionnel
À la suite de la décision du Conseil constitutionnel, il ne reste de la loi que « des dispositions mineures » : 
- la création d’un « parquet spécialisé dans les messages de haine en ligne » ;
- la simplification du signalement d’un contenu ;
- la création d’un « observatoire de la haine en ligne », rattaché au CSA.

Dalloz précise les dispositions qui sont conservées : 
- l’article 2 de la loi, allégeant le contenu de la notification visée par l’article 6 de loi pour la confiance dans l'économie numérique (LCEN) ;
- la sanction des obligations pesant sur les fournisseurs d’accès et les hébergeurs visées aux quatrième et cinquième alinéas du 7 du I de l’article 6 de la LCEN et à l’article 6-1 de la LCEN : celle-ci passe de 75 000 € à 250 000 € (L. no 2020-766, 24 juin 2020, art. 1er) ;
- la création par l’article 16 de la loi d’un « observatoire de la haine en ligne » ;
- l’ajout par l’article 17 de la loi du terme « manifestement » illicite à l’article 6-I de la LCEN, venant ainsi consacrer la jurisprudence de ces quinze dernières années.

## Critiques de la proposition de loi
Outre des personnalités politiques, un grand nombre d'organisations et de personnes ont critiqué la proposition de loi : 
- des organisations professionnelles : Association des services Internet communautaires (ASIC), Syntec Numérique et Tech In France[57] ;
- des organisations et associations : Association Aeon [58], Association des Avocats Conseils d’Entreprises[59], Change.org[59], Commission nationale consultative des droits de l'homme[60], Conseil national des barreaux, Conseil national du numérique[61], European Digital Rights (EDRi)[62], European Internet Services Providers Association (EuroISPA)[62], Internet Society France[59], Mémoire des Résistants juifs de la MOI[63], La Quadrature du Net[64], Union des juifs pour la résistance et l'entraide[63], Syndicat des avocats de France[59], Wikimédia France[59], Wikimedia Foundation[59] ;
- la commission européenne[27] ;
- la République tchèque en émettant un avis circonstancié[65],[25].

### Rôle du juge et désengagement de l'État
L'avocat et spécialiste du droit de la presse Christophe Bigot, l'avocat François Sureau et la professeure de droit Anne-Sophie Choné Grimaldi critiquent la possibilité que des décisions de retrait de contenus soient prises par un opérateur privé sans intervention du juge judiciaire pourtant garant, constitutionnellement, des libertés fondamentales. Dans une lettre ouverte au Premier ministre et aux présidents des groupes parlementaires, Mémoire des Résistants juifs de la MOI (MRJ-MOI) et l'Union des juifs pour la résistance et l'entraide (UJRE) déplorent le fait de déléguer aux sites Internet le retrait des contenus haineux sous prétexte de la lenteur du système judiciaire, et ne sont pas convaincus par la surveillance a posteriori prévue par le CSA. Le Conseil national du numérique (CNNum) fait le même constat « la PPL implique une délégation non négligeable de pouvoirs aux plateformes dans le domaine de la régulation des contenus haineux qui pourrait donner l’impression d’une certaine privatisation de missions historiquement dévolues à l'État ».
Le député socialiste Hervé Saulignac rappelle qu'il « faudra des moyens financiers et humains extrêmement importants, pour la justice, pour la police, pour l'éducation ».
La Commission nationale consultative des droits de l'homme indique en juillet 2019 souscrire à l'objectif de la proposition de loi contre les contenus haineux sur Internet, mais juge cependant la proposition de loi « inadéquate et disproportionnée » et appelle à la revoir intégralement.

### Rôle des acteurs du numérique et risque de retrait excessif
Le député et porte-parole du Rassemblement national Sébastien Chenu s'est déclaré hostile à l'égard de cette proposition de loi. « Un certain nombre d'opérateurs privés, pour éviter des sanctions financières prévues dans les textes, pourraient vouloir censurer, (ou) en tous les cas faire preuve de zèle, en ce qui concerne les libertés d'expression. Et ils pourraient instrumentaliser ou se faire instrumentaliser par des groupes d'influence, des lobbies ». Pour le CNNum, la combinaison du délai extrêmement court pour prendre une décision et de sanctions très importantes peuvent amener les sites « à, par surcroît de prudence, enlever massivement des contenus y compris des contenus légitimes. Autrement dit, le doute bénéficierait à la censure ».

### Délimitation des contenus manifestement illicites
Les trois principales organisations françaises de professionnels du numérique – l'Asic, Syntec Numérique et Tech in France – estiment que les députés visent trop large dans la chasse aux contenus haineux, au risque de compromettre la bonne application de la loi. Le juriste américain Jonathan Turley (en) qualifie même la France d'une des plus importantes menaces contre la liberté d'expression.
En décembre 2019, une manifestation des travailleuses et travailleurs du sexe est organisée au cours de laquelle la travailleuse du sexe Bebe Melkor-Kadior se coud la bouche avec du matériel de suture pour dénoncer ces violences : « C'est un geste de protestation contre le fait qu'on soit réduit au silence. C'est douloureux, mais beaucoup moins que le stigmate quotidien. On est considéré comme des sous-citoyens et on ne se sent pas en sécurité dans notre travail ».
En dépit des nombreuses critiques, des députés ont tenté, sans succès, d'élargir les contenus visés par la loi, en incluant pêle-mêle :
- l'agribashing : la stigmatisation des activités agricoles, d'élevage ou de vente de produits issus de l'agriculture et de l'élevage et l'incitation à des actes d'intrusion et/ou de violence vis-à-vis des professionnels de l'agriculture, de l'élevage et de la vente de produits de ces filières ;
- le cyberharcèlement ;
- le revenge porn : la diffusion de photos intimes ou à caractère sexuel obtenues dans le cadre de relations intimes ;
- le harcèlement moral, sexuel ou scolaire ;
- les discours visant les états de santé, la dépendance et les caractéristiques génétiques ;
- les discours visant les origines territoriales ;
- le body-shaming ;
- l'apologie de l'antisionisme et de messages haineux à l'encontre de l'État d'Israël ou les boycotts des produits israéliens du type campagne BDS ;
- ou encore les campagnes de financement participatif (en référence à la cagnotte Leetchi pour le boxeur Christophe Dettinger condamné pour avoir frappé des policiers pendant un rassemblement des Gilets jaunes)[38].

Au cours des débats, plusieurs cas ont été mis en avant afin de montrer la difficulté d'identifier rapidement le contenu manifestement illicite :
- Le 6 mai 2014, Éric Zemmour déclare à l'antenne de RTL « Les Normands, les Huns, les Arabes, les grandes invasions d'après la chute de Rome sont désormais remplacés par les bandes de Tchétchènes, de Roms, de Kosovars, de Maghrébins, d'Africains qui dévalisent, violentent ou dépouillent ». Il est relaxé en première instance en septembre 2015[76], ainsi qu'en appel en juin 2016[77].
- Le 17 novembre 2017, Gérard Filoche publie sur Twitter un photomontage diffusé auparavant sur le site de l'essayiste Alain Soral, Égalité et Réconciliation. Poursuivi pour provocation publique à la haine ou à la violence, il est relaxé par le tribunal correctionnel de Paris en décembre 2018[78].
- En 2018, la Cour de cassation a estimé que l'inscription Fuck church peinte sur la poitrine dénudée de plusieurs Femen n'était pas une injure envers les catholiques[66].
- Les caricatures de Mahomet ont dans un premier temps été qualifiées d'injure par le tribunal correctionnel de Paris. Cette analyse sera ensuite infirmée par la cour d’appel.

### Viralité et interopérabilité
Frédérique Dumas, du groupe Libertés et territoires a fermement critiqué le projet : « Vous avez privilégié une énorme opération de communication au détriment de l’efficience, au détriment de la préservation de deux valeurs tout aussi fondamentales, la liberté d’expression et la sécurité des personnes sur internet ». Elle déplore que le texte entretienne la diffusion et la viralité des contenus haineux, sans envisager d'autres pistes telles que l'interopérabilité des plateformes. Pour Danièle Obono de La France insoumise, « un des problèmes de la haine sur Internet, c’est le modèle économique. L’interopérabilité règle en partie ce problème structurel ».

### Levée de l'anonymat
« Moi je ne veux plus de l'anonymat sur les plateformes internet » déclare Emmanuel Macron le 7 février 2019 dans le cadre du grand débat. Mais très vite la rapporteure Laetitia Avia et le secrétaire d’État au Numérique Mounir Mahjoubi écartent cette hypothèse.

### Atteinte au principe du contradictoire
Le droit de se défendre, de contester une décision est « l’un des socles de la démocratie ». L'Association Aeon considère que cette proposition de loi représente un danger à cet égard, notamment au vu des modifications qu'elle peut apporter à terme à la loi pour la confiance dans l'économie numérique du 21 juin 2004[réf. souhaitée].